# مارسيل جوبيلوت
مارسيل جوبيلوت (بالفرنسية: Marcel Gobillot)‏ كان دراج فرنسي. سبق أن شارك في دورة الألعاب الأولمبية الصيفية وفاز بميدالية أولمبية.

## الميداليات
| الميدالية | المسابقة                       |
| --------- | ------------------------------ |
| ذهبية     | الألعاب الأولمبية الصيفية 1920 |

## روابط خارجية
- مارسيل جوبيلوت على موقع أرشيف الدراجات (الإنجليزية)
- مارسيل جوبيلوت على موقع إحصائيات الدراجات الإحترافية (الإنجليزية)
- مارسيل جوبيلوت على موقع أوليمبيديا (الإنجليزية)
- profile